# 責任制
責任制（せきにんせい）とは、台湾の労働法制で定められている労働時間に関する制度の一つ。

## 制度
この制度は労基法第84条の1で定められており、責任制を採用すると通常の最高勤務時間の制限は適用されず労働者の労働時間等を労使双方で約定できる。ただし、全ての労働者責任制を採用できるのではなく、主務機関が公告した職務に限って適用できる。
責任制を採用するには労使双方が約定書に署名締結して地方主務機関に届け出なければならない。地方主務機関は責任制の承認の際に労働時間について審査を行うが、責任制従業員の労働時間数と休暇は実務上かなり厳しい制限を受ける。
責任制の適用を受ける責任制従業員に関しては解雇等の契約の終了にも厳しい制限がある。